# Jelnja
Jelnja (ryska: Ельня) är ett vattendrag i Belarus.   Det ligger i voblasten Hrodna voblast, i den västra delen av landet, 200 km väster om huvudstaden Minsk.
I omgivningarna runt Jelnja växer i huvudsak blandskog. Runt Jelnja är det ganska glesbefolkat, med 31 invånare per kvadratkilometer.